# Albert Thellung
Albert Thellung (12. května 1881 Enge (Curych) – 26. června 1928 Curych) byl švýcarský botanik.
Spolupracoval na 3. a 4. vydání díla Flora der Schweiz Hanse Schinza a Roberta Kellera. Rakouský botanik Otto Stapf po něm pojmenoval rod Thellungia z čeledi lipnicovitých (Poaceae).

## Dílo
- Die Gattung Lepidium (L.) R. Br.: Eine monographische Studie. 1906.
- Die Entstehung der Kulturpflanzen. 1930.
- Flora der Schweiz - Exkursionsflora. 1923.
- Flora der Schweiz - Kritische Flora. 1914.
- Illustrierte Flora von Mittel-Europa. 1906.
- La flore adventice de Montpellier. 1912.